# گرگ تانسی
گرگ تانسی (انگلیسی: Greg Tansey؛ زادهٔ ۲۱ نوامبر ۱۹۸۸) بازیکن فوتبال اهل بریتانیا است.
از باشگاه‌هایی که در آن بازی کرده‌است می‌توان به باشگاه فوتبال استوک‌پورت کانتی، باشگاه فوتبال آلترینچام، باشگاه فوتبال استیونج، و باشگاه فوتبال اینورنس کالدنیون تیسل اشاره کرد.